# Nový Kramolín
Nový Kramolín – wieś i gmina w Czechach, w powiecie Domažlice, w kraju pilzneńskim. Według danych z dnia 1 stycznia 2014 liczyła 257 mieszkańców.
W miejscowości jest przystanek kolejowy Nový Kramolín.